# Bunny Luv

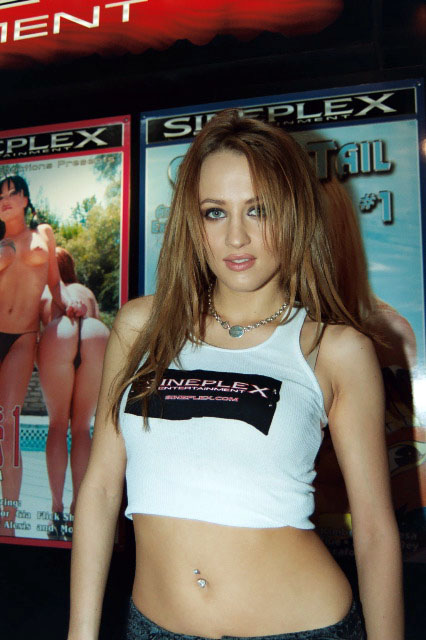
Bunny Luv, 2010

Bunny Luv (* 12. September 1979 in Sacramento, Kalifornien als Celeste Sheeley) ist eine US-amerikanische ehemalige Pornodarstellerin, die als Drehbuchautorin und Regisseurin arbeitet.

## Leben
Bunny Luv begann ihre Karriere als Darstellerin 1999 und beendete sie im Jahr 2005. Laut IAFD hat sie 158 Filme als Darstellerin gedreht, wobei sie manchmal auch den Künstlernamen ‚Celeste‘ verwendet hat. In den Filmen der Reihe Jack’s Playground hatte sie ausschließlich NonSex-Rollen. In vielen ihrer Filme hatte Luv nur lesbische Szenen. Die Filme From Bunny with Luv und Virtual Pornstar: Bunny Luv wurden unter ihrem  Namen vermarktet. Als Darstellerin war sie zweimal für den AVN Award nominiert.
Seit 2004 ist Luv auch als Regisseurin aktiv und hat in dieser Funktion an 74 Filmen mitgewirkt.  Luv besitzt einen Exklusivvertrag bei Digital Playground.
Luv hat für sechs Filme Drehbücher geschrieben z. B. Hannah Erotique, Jesse in Pink und Teagan: All-American Girl.
Seit 2000 ist Luv mit Devan Sapphire verheiratet, der ebenfalls Regisseur ist. 

## Filmografie (Auswahl)
- 1999, 2001: Barely Legal 1 & 12
- 1999–2000: No Man’s Land 27 & 31
- 2001: From Bunny with Luv
- 2001: Virtual Pornstar: Bunny Luv
- 2001: Where the Girls Sweat 6
- 2002: Pussyman’s Decadent Divas 20
- 2003–2005: Jack’s Playground 1, 2, 6, 9, 11–16, 20–24

## Auszeichnungen & Nominierungen
- 2000: AVN-Award-Nominierung – „Best New Starlet“[2]
- 2002: AVN-Award-Nominierung – „Best All-Girl Sex Scene – Video“ in Fast Cars & Tiki Bars mit Isabella Camille und Jezebelle Bond[3]